# Collegio plurinominale Lombardia 4 - 02
Il collegio elettorale plurinominale Lombardia 4 - 02 è stato un collegio elettorale plurinominale della Repubblica Italiana per l'elezione della Camera tra il 2017 ed il 2022.

## Territorio
Come previsto dalla legge elettorale italiana del 2017, il collegio era stato definito tramite decreto legislativo all'interno della circoscrizione Lombardia 4.
Il collegio comprendeva la zona definita dai tre collegi uninominali Lombardia 4 - 04 (Cremona), Lombardia 4 - 05 (Suzzara) e Lombardia 4 - 06 (Mantova).

## Dati elettorali

### XVIII legislatura
Come previsto dalla legge elettorale, 386 deputati erano eletti in 63 collegi plurinominali con ripartizione proporzionale a livello nazionale tra le coalizioni e le singole liste che avessero superato la soglia di sbarramento stabilita.
Nel collegio venivano eletti 7 deputati.
| Liste          | Liste                                       | Proporzionale | Proporzionale | Proporzionale | Maggioritario | Maggioritario | Maggioritario |  |
| Liste          | Liste                                       | Voti          | %             | Seggi         | Voti          | %             | Seggi         |  |
| -------------- | ------------------------------------------- | ------------- | ------------- | ------------- | ------------- | ------------- | ------------- |  |
|                | Lega                                        | 129 489       | 28,81         | 1             | 208 800       | 46,46         | 3             |  |
|                | Forza Italia                                | 58 458        | 13,01         | 1             | 208 800       | 46,46         | 3             |  |
|                | Fratelli d'Italia                           | 17 663        | 3,93          | –             | 208 800       | 46,46         | 3             |  |
|                | Noi con l'Italia – UDC                      | 3 190         | 0,71          | –             | 208 800       | 46,46         | 3             |  |
|                | Partito Democratico                         | 97 949        | 21,80         | 1             | 111 115       | 24,73         | –             |  |
|                | +Europa                                     | 9 381         | 2,09          | –             | 111 115       | 24,73         | –             |  |
|                | Italia Europa Insieme                       | 2 192         | 0,49          | –             | 111 115       | 24,73         | –             |  |
|                | Civica Popolare                             | 1 593         | 0,35          | –             | 111 115       | 24,73         | –             |  |
|                | Movimento 5 Stelle                          | 101 606       | 22,61         | 1             | 101 606       | 22,61         | –             |  |
|                | Liberi e Uguali                             | 11 797        | 2,63          | –             | 11 797        | 2,63          | –             |  |
|                | CasaPound                                   | 7 058         | 1,57          | –             | 7 058         | 1,57          | –             |  |
|                | Potere al Popolo!                           | 3 720         | 0,83          | –             | 3 720         | 0,83          | –             |  |
|                | Il Popolo della Famiglia                    | 3 503         | 0,78          | –             | 3 503         | 0,78          | –             |  |
|                | Per una Sinistra Rivoluzionaria (PCL - SCR) | 1 279         | 0,28          | –             | 1 279         | 0,28          | –             |  |
|                | Partito Repubblicano Italiano – ALA         | 518           | 0,12          | –             | 518           | 0,12          | –             |  |
| Totale         | Totale                                      | 449 396       | 100           | 4             | 449 396       | 100           | 3             |  |
|                |                                             |               |               |               |               |               |               |  |
| Schede bianche | Schede bianche                              | 6 305         | 1,36          |               |               |               |               |  |
| Schede nulle   | Schede nulle                                | 6 687         | 1,45          |               |               |               |               |  |
| Votanti        | Votanti                                     | 462 388       | 76,18         |               |               |               |               |  |
| Elettori       | Elettori                                    | 606 998       |               |               |               |               |               |  |

## Eletti

### Eletti nei collegi uninominali
Eletti nella coalizione di centro-destra (Lega - FI - FdI - NcI-UDC)
| Collegio uninominale | Eletto | Eletto                    | Partito |
| -------------------- | ------ | ------------------------- | ------- |
| 4. Cremona           |        | Silvana Andreina Comaroli | Lega    |
| 5. Suzzara           |        | Raffaele Volpi            | Lega    |
| 6. Mantova           |        | Andrea Dara               | Lega    |

### Eletti nella quota proporzionale
| Lega            | Movimento 5 Stelle | Partito Democratico | Forza Italia     |
| --------------- | ------------------ | ------------------- | ---------------- |
|                 |                    |                     |                  |
| Claudia Gobbato | Alberto Zolezzi    | Luciano Pizzetti    | Anna Lisa Baroni |

1. ↑  In data 25.07.2022 aderisce al gruppo misto, non iscritti.